# 甲子園の空に笑え!
『甲子園の空に笑え!』（こうしえんのそらにわらえ）は、川原泉による日本の漫画。高校野球漫画。である。
1984年に『花とゆめ』（白泉社）にて連載され、その後白泉社から単行本（全1巻）となった。設定と登場人物の一部を引き継ぎ、プロ野球を舞台とした『メイプル戦記』がある。

## ストーリー
九州にある豆の木高校に赴任してきた新任教師、広岡真理子。広岡は野球の知識も経験も無いにもかかわらず、若いからという理由で「県予選1回戦突破」を目標とする部員9名の野球部の監督役を押し付けられてしまう。有名プロ野球監督の著書を参考に、独自の野球理論で練習を行う日々が始まった。
一方、県高野連では、シード制を廃するという大英断が実施され、その年の県予選大会は強豪高同士が早い段階で潰しあう一方、豆の木高校は強豪を避け、決勝戦進出。持ち前の機動力、守備力を活かして、甲子園出場を果たす。
甲子園大会でも豆の木高校ナインの機動力、守備力は健在で、ついに決勝戦進出。豆の木高校と同じ宿舎に泊まっている北斗高校と決勝戦を戦うことになる。栄冠や優勝といった欲もなく、豆の木高校野球部選手は広いフィールドを駆け回り、飛びつき、白球を追った。
しかし、甲子園は夢の舞台ではなく、厳しい現実。選手たちの頭上を越えて打球が飛んで行った。
「楽しかったね」

## 登場人物

### 豆の木高校
九州のA県B郡豆の木村にある高校。田舎のうえ無名のため、全校生徒389名と生徒数も少なく、少し貧乏。
野球部の部員は9人いるものの今年の新入部員はゼロで、1回戦突破が部創立以来の悲願という程度であったが、広岡が監督就任後、守備方面でめきめき頭角を現し、硬い守備と異常な運で、ふと気がつくと甲子園出場が決まっていた。部員は全員農家の家の子供で、繁忙期になると家業を手伝っている。常日頃田畑を駆け回っているため、皆足は速く、泥にも強い。なんと甲子園出場まで県外に出たことがある部員は誰もいなかった。
ブラスバンドも応援団もないため、応援の演奏はオーケストラ部が担当した。
広岡真理子（ひろおか まりこ）
豆の木高校の生物の新任教師。22歳。学校の方針及び懐事情と、他の教師が高齢なためという理由だけで、これまで全く縁のなかった野球部の監督就任となってしまった。研究者肌で、燃える闘魂には縁がないと思っていたが、部員達にシートノックを頼まれた際、それが意外に上手であることがわかり（ただし指定した守備位置に打撃が飛ぶとは限らない）、「隠れた才能」と評価される。これに気分を良くして野球理論の勉強にのめりこむ。指導方針は、『基本に忠実』であることと、監督の才能発揮（兼シートノックによる憂さ晴らし）になる、守備練習を重視している。大きな獲物が目の前にぶら下がったとたん、かえって無欲になるらしいが、それ以前は七転八倒する性格。『メイプル戦記』においては、この後も豆の木高校を幾度か甲子園に導いており名監督と呼ばれ、要請を受けプロ野球チームの監督に就任したことが語られている。
春日晴彦（かすが はるひこ）
3年生、投手。結構ぼーっとしている。捕手である朝比奈と2人揃うと春の日だまりと評される。球はそれほど速くないが、コントロールだけは良く、丹念にコーナーを突く。また、変化球もいくつかは投げられるようである。堅い守備にも助けられ、甲子園では1・2・3回戦はすべて完封（予選も含め、他の選手がいないため全て完投）。連投による疲労や苦痛をまったく表に出すこともなく、最後まで投げ切った。
作中において確認できる被本塁打は決勝戦の1本のみ。
朝比奈周（あさひな しゅう）
3年生、捕手でキャプテン。少女のようにおっとりし、花のように大人しい。いつもニコニコ、細い体でリードする。『メイプル戦記』では大学卒業後に数学教師として豆の木に赴任し、広岡に代わって野球部監督になることが描かれている。
田畑耕作（たばた こうさく）
3年生、左翼手。いかにも少女漫画的な金髪の少年。新入部員がいないのは自分のせいと落ち込むキャプテンを慰める。広岡にノックをしてもらおうと、キャプテンに耳打ちした。
県大会決勝では、さっさと試合を終わらせて帰りたいという思惑の監督指示の下、スーサイドスクイズを敢行。外角高めにピッチアウトされたボールに飛びつきバントを成功させた。
時宗正（ときむね ただし）
3年生、中堅手。広岡に監督を頼もうという相本たちの意見を、考え方として悪くないと評した。眼鏡をかけている。
林覚（はやし さとる）
3年生、右翼手。サッカー部、ラグビー部、バレーボール部など部員数が要員数を満たしていないので対外試合が行えない他の運動部と比べて、部員はいるが監督のいない自分達も可哀想だと言う。今年こそは1回戦の壁を破りたいと抱負を述べる。
県大会決勝最終回で先頭打者として出塁。時宗の送りバント、単独スチールで3塁へ進塁した後、監督指示の下、スーサイドスクイズを敢行した。
相本朱里、樹里、杏里、悠里（あいもと しゅり、じゅり、あんり、ゆうり）
2年生。朱里は一塁手、樹里は二塁手、杏里は三塁手、悠里が遊撃手。広岡に監督を頼もうと進言。広岡のノックを褒めちぎる。守備においてのコンビネーションは絶妙。見た目が全く同じ四つ子である。メイプル戦記には妹である由花、美花、里花、流花（ゆか、みか、りか、るか。これも四つ子）が登場する。
校長先生
いつもニコニコしていて、丸い体型、優しい雰囲気。広岡は最初、野球部監督就任を断れなかったことから、人の善さそうな顔をして意外に腹黒いなどと評したが、そんなことはなく、本当に人が善い。
教頭先生
野球部の部長。校長とは違って細身のロマンスグレーだが、やはり優しい雰囲気を醸し出す。女性の野球部監督は異例だが、広岡ならばきっとできる!と断言。広岡を暖かく見守り、アドバイスする。

### 北斗高校
昨年度優勝校で優勝候補。西東京代表。宿舎が豆の木と同じ「ホテル甲子園屋」だったことから交流することになるが、決勝で激突する。
高柳邦彦（たかやなぎ くにひこ）
監督。対戦校等のデータを詳細に記した「高柳メモ」が有名。広岡との初対面では嫌味のような言葉を発したが、次第に打ち解け、後にはメモを貸すなどもしている。勝つことを求め選手に気合いをかけるなど、広岡が苦手とする熱血系の面も。同校のOBであり、キャプテンとして10年前の甲子園では選手宣誓をしたが、それを知らない広岡に揶揄されて傷ついていた。豆の木を「地獄の天使が守り神についているよう」と評した。選手達によると、30歳を目前に春が来た（広岡に恋をした）らしい。この後『メイプル戦記』の開始まで、監督として豆の木高校と名勝負を繰り広げたらしい。なお、広岡とは文通友達になっていた。

### その他
A県高等学校野球連盟・大会運営委員会の委員達
委員の一人が、シード制は高校生を差別する事だから今年から止めようと提案。それが全会一致で通ってしまい、その結果「強豪」同士が1回戦から次々とぶつかり合って消えてゆき、そのお陰もあって豆の木の甲子園出場となった。
豆の木村のみなさん
貧乏のために甲子園出場辞退も危ぶまれた野球部のため、善意の寄付金を出してくれた。この寄付金が無かったら、甲子園大会への出場を辞退せざるを得なかった。
また、徹夜でバスに揺られ、甲子園まで応援に駆けつけた。
穴田アナ
MHKアナウンサーで、実況中継担当。複数の川原作品に登場する人物。
池虹
解説担当。